# Kounoupítsa (Méthana)
Kounoupítsa, en grec moderne : Κουνουπίτσα, est un village du dème de Trézénie, en Attique, Grèce.
Selon le recensement de 2011, la population de la localité s'élève à 75 habitants.